# Jardín botánico de la universidad del Estado de Kubán
El Jardín botánico de la universidad del Estado de Kubán también denominado en honor de su fundador como Jardín botánico Ivan Kossenko (en ruso : Кубанский государственный аграрный университет ботанический сад-институт), es un jardín botánico de 207 hectáreas de extensión en Krasnodar.
Está administrado por la Universidad agrícola nacional de Kubán.  
El código de identificación internacional de Jardín botánico de la universidad del Estado de Kubán como miembro del "Botanic Gardens Conservation Internacional" (BGCI), así como las siglas de su herbario es KBSU.

## Localización
Situado en Krasnodar en el estado de Kubán ("Krai de Krasnodar").
Кубанский государственный аграрный университет ботанический сад-институт- calle Mir-Мир Улица 4, 350027 Krasnodar, Federación Rusa-Русский Федерация.
Planos y vistas satelitales.45°1′58.8″N 38°58′1.2″E / 45.033000, 38.967000
Está abierto al público en los meses cálidos del año.

## Historia
El jardín botánico se encuentra en terrenos de la universidad agrícola. Incluye 1.200 especies de árboles, arbustos y plantas de porte herbáceo, con invernaderos calientes que tienen más de trescientos tipos de plantas tropicales y subtropicales.
Se formó a través del intercambio de plantas con otros jardines botánicos de la URSS y en el extranjero por iniciativa del Profesor Ivan Kossenko y fueron trazados los primeros senderos en 1959, con la plantación de 40.000 ejemplares. Cada sector comprende uno a dos familias de plantas. 
Está registrado desde el año 1964 en la red global científica de los jardines botánicos.

## Colecciones
Después de diez años, la colección del parque es de 68 familias, 177 géneros 820 especies, etc. 
Contiene plantas de Europa, Crimea, del Cáucaso y de Siberia, del Extremo Oriente ruso y Asia Central. También se muestran plantas mediterráneas, así como del Japón, China y Suramérica]. 
Actualmente 70 de las especies presentes están incluidas en el libro rojo de especies amenazadas de Rusia.
En sus exposiciones son de destacar:
- Rosaleda,
- Colección de Iris,
- Colección de plantas perennes,
- Lago con lotos originarios de la India.
- Arboretum, el cual es uno de los más ricos del sur de Rusia.
- Invernaderos
- Laboratorios.

También sus colecciones de Fauna son variadas, con veinte especies de aves, y algunas especies de reptiles. A menudo se encuentra con ardillas y faisanes y pintadas con casco.

## Fuente
Este artículo es la traducción de la página homónima de la Wikipedia en francés.
- Datos: Q3162414
- Multimedia: Botanical Garden named after I.S. Kosenko / Q3162414